# Carrión de los Condes
Pour les articles homonymes, voir Carrion et Condes.
Pour les articles homonymes, voir Carrión de Calatrava et Carrión de los Céspedes.
Carrión de los Condes est une commune d'Espagne de la province de Palencia dans la communauté autonome de Castille-et-León. Elle fait partie de la comarque naturelle de Tierra de Campos. Carrión de los Condes est aussi le chef-lieu de la commune.
Carrión de los Condes est situé à 40 km au nord-est de Palencia, sur les chemins du Pèlerinage de Saint-Jacques-de-Compostelle, à la jonction de la Ruta del Besaya au nord et de la Ruta de Palencia au sud, avec le Camino francés.
Carrión de los Condes est également connu pour ses monuments romans et gothiques.

## Démographie
| 1900 | 1910 | 1920 | 1930 | 1940 | 1950 | 1960 | 1970 | 1981 | 1991 | 2001 | 2010 |
| 3318 | 3288 | 3069 | 3331 | 3326 | 3516 | 3414 | 2588 | 3016 | 2519 | 2425 | 2279 |

## Culture et patrimoine

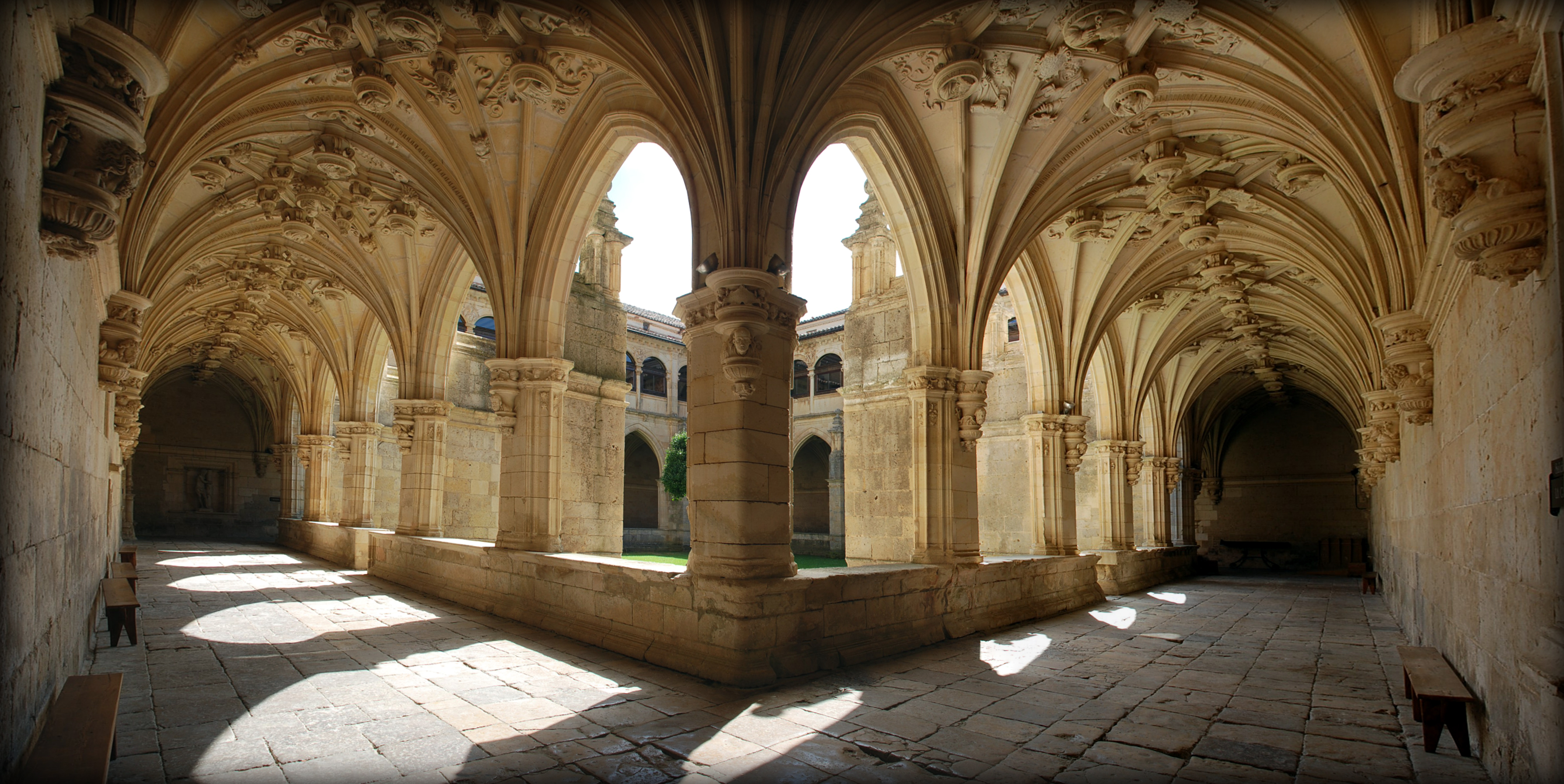
Monastère de San Zoilo

### Pèlerinage de Compostelle
Sur le Camino francés du Pèlerinage de Saint-Jacques-de-Compostelle, on vient de Villalcázar de Sirga ; sur la Ruta del Besaya (es), on vient de San Mamés de Campos.
La prochaine halte est Calzadilla de la Cueza, ou Cervatos de la Cueza par une variante sud.

### Patrimoine religieux
- Monastère de San Zoilo
- Église Santa María del Camino
- Église et musée de Santiago
- Église de San Julián
- Monastère et musée de Santa Cara

### Patrimoine civil

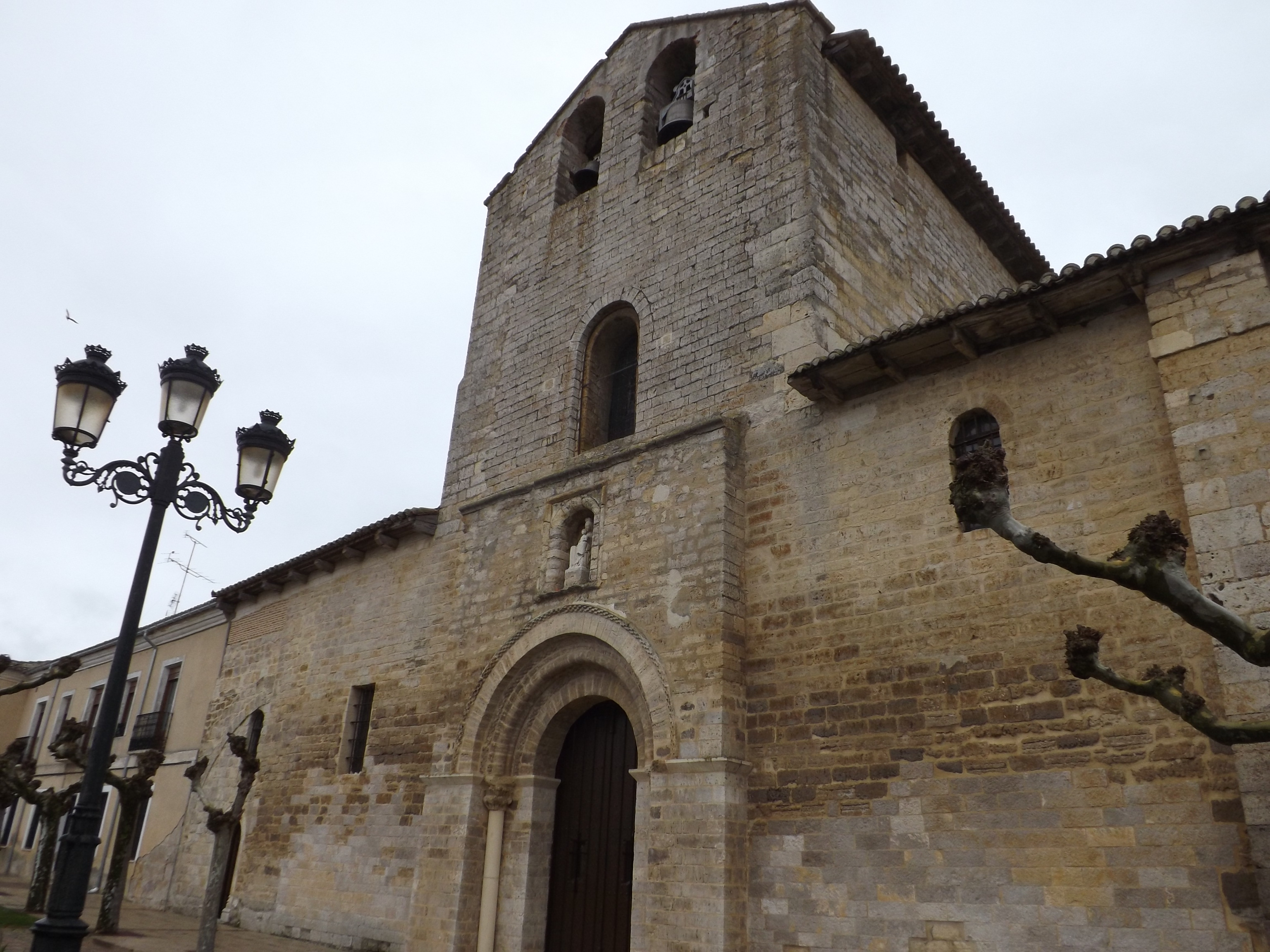
Église Santa María del Camino.
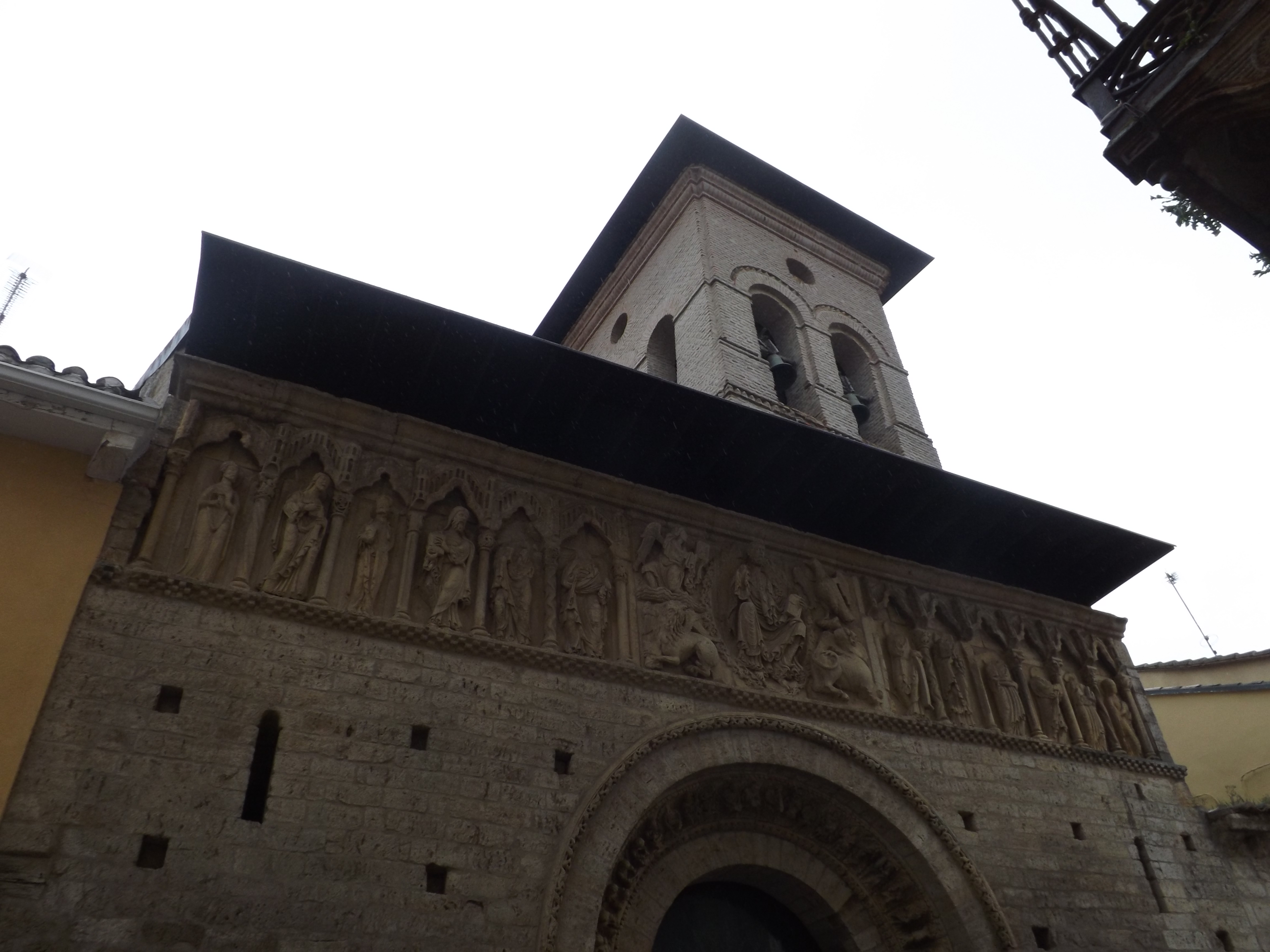
Église de Santiago.
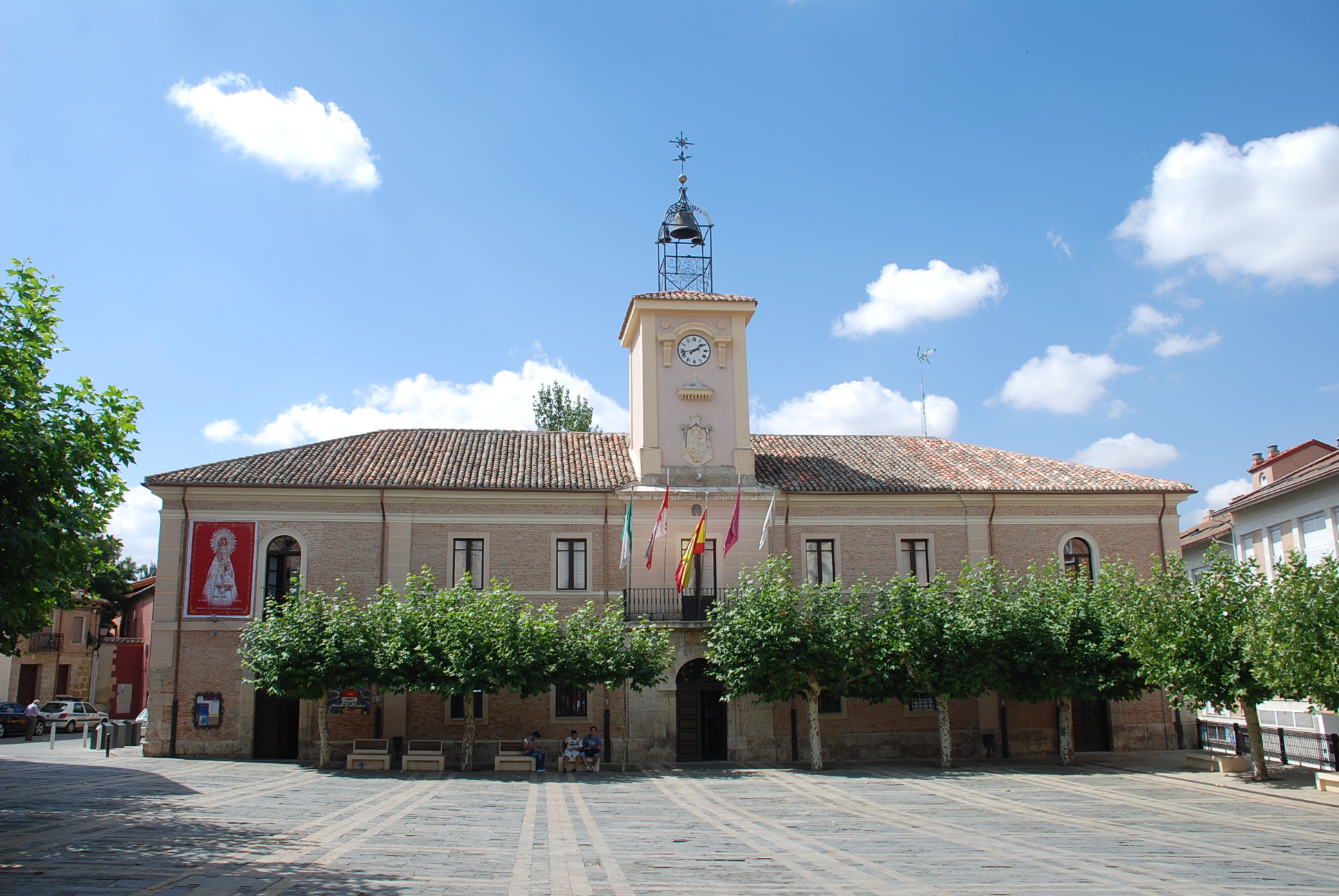
Mairie de Carrión de los Condes.

## Personnalités
- Sem Tob
- Luis de Velasco, né dans cette cité en 1511, fut le second Vice-roi de Nouvelle-Espagne de 1550 à 1564.
- Íñigo López de Mendoza

### Sources et bibliographie
- (es) Cet article est partiellement ou en totalité issu de l’article de Wikipédia en espagnol intitulé « Carrión de los Condes » (voir la liste des auteurs).
- Grégoire, J.-Y. & Laborde-Balen, L. , « Le Chemin de Saint-Jacques en Espagne - De Saint-Jean-Pied-de-Port à Compostelle - Guide pratique du pèlerin », Rando Éditions, mars 2006,  (ISBN 2-84182-224-9)
- « Camino de Santiago St-Jean-Pied-de-Port - Santiago de Compostela », Michelin et Cie, Manufacture Française des Pneumatiques Michelin, Paris, 2009,  (ISBN 978-2-06-714805-5)
- « Le Chemin de Saint-Jacques Carte Routière », Junta de Castilla y León, Editorial Everest